# Umberto Ricagno
Umberto Ricagno, italijanski general, * 1890, † 1964.